# إريك أندرسون (ممثل أمريكي)
إريك أندرسون (بالإنجليزية: Eric Chase Anderson)‏ (و. 1973 – م) هو ممثل، وكاتِب، وروائي، وكاتب للأطفال، من الولايات المتحدة الأمريكية، ولد في هيوستن، تكساس.

## وصلات خارجية
- اريك أندرسون على موقع IMDb (الإنجليزية)
- اريك أندرسون على موقع ألو سيني (الفرنسية)
- اريك أندرسون على موقع قاعدة بيانات الفيلم (الإنجليزية)
- اريك أندرسون على موقع كينوبويسك (الروسية)